# Vohitsara
Vohitsara is een plaats en commune in het oosten van Madagaskar, behorend tot het district Amparafaravola, dat gelegen is in de regio Alaotra-Mangoro. Tijdens een volkstelling in 2001 telde de plaats 4.945 inwoners.
De plaats biedt naast lager onderwijs ook middelbaar onderwijs aan. 78 % van de bevolking werkt als landbouwer en 20 % verdient zijn brood als visser. Het belangrijkste landbouwproduct is rijst; andere belangrijke producten zijn groenten en bonen. Verder is 1% actief in de dienstensector en heeft 1% een baan in de industrie.